# Chicomoztoc

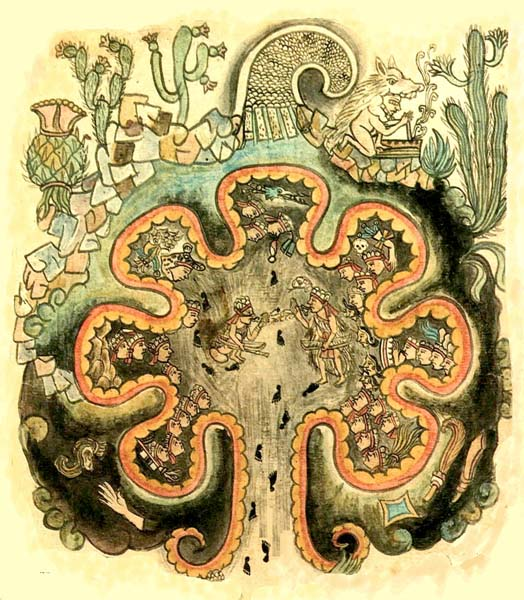
De zeven grotten van Chicomoztoc, uit Historia Tolteca-Chichimeca. De afbeelding van een ronde berg aan de bovenkant van deze afbeelding is bedoeld als een referentie aan Culhuacan.

Chicomoztoc of Chicomostoc is de naam voor de mythische geboorteplaats van de Azteken, Tepaneken, Acolhua's, en andere Nahuatl sprekende mensen (of Nahua's) uit de Centraal-Mexicaanse regio's van Meso-Amerika in de post-klassieke periode. Chicomoztoc betekent 'Plaats van de Zeven Grotten' en zou de woonplaats geweest zijn van de Azteken, voordat zij in Aztlan aankwamen en vervolgens naar het Dal van Mexico trokken.
Chicomoztoc wordt wel geïdentificeerd met bepaalde legendes omtrent Culhuacán (Colhuacan), een echte Precolumbiaanse nederzetting in het Dal van Mexico, die als een van de eerste en best bewaard gebleven nederzettingen in het dal wordt gezien. Culhuacán ("plaats voor diegene met voorouders" is de werkelijke betekenis in het klassieke Nahuatl), werd gezien als een prestigieuze en gerespecteerde stad  door de Azteken/Mexica (die zich zelf ook wel voordeden als 'Culhua-Mexica'). In Azteekse codices nam het symbool of glief wat het toponiem voor Culhuacan was, de vorm van een 'boog' of 'kromme' heuvel (col- betekent in Nahuatl, "buigen, draaien"). 
In het verleden werd Chicomoztoc vaak geïdentificeerd met La Quemada, een versterkte precolumbiaanse nederzetting in de staat Zacatecas, maar dat wordt tegenwoordig door veel onderzoekers niet meer waarschijnlijk geacht.

## Maya's
De K'iche' Maya's trokken volgens hun Popol Vuh vanuit het oosten naar Tulagrot, Zevengrot, Zevenkloof en verder naar het westen door de zee tot een plek waar ze de opkomst van de zon voor het eerst sinds lange tijd weer zagen en de zon 'het gezicht van de aarde' droogde.

## Referentie
- Townsend, Richard F. (2000) The Aztecs. revised ed. Thames and Hudson, New York.